# Statesboro
Statesboro és una població dels Estats Units a l'estat de Geòrgia. Segons el cens del 2000 tenia 22.698 habitants.

## Demografia
Segons el cens del 2000, Statesboro tenia 22.698 habitants, 8.560 habitatges, i 3.304 famílies. La densitat de població era de 700 habitants/km².
Dels 8.560 habitatges en un 17,9% hi vivien nens de menys de 18 anys, en un 21,9% hi vivien parelles casades, en un 13,5% dones solteres, i en un 61,4% no eren unitats familiars. En el 31,4% dels habitatges hi vivien persones soles el 7,3% de les quals corresponia a persones de 65 anys o més que vivien soles. El nombre mitjà de persones vivint en cada habitatge era de 2,27 i el nombre mitjà de persones que vivien en cada família era de 2,93.
Per edats la població es repartia de la següent manera: un 14,3% tenia menys de 18 anys, un 48,7% entre 18 i 24, un 16,6% entre 25 i 44, un 11,3% de 45 a 60 i un 9,2% 65 anys o més.
L'edat mediana era de 22 anys. Per cada 100 dones de 18 o més anys hi havia 87,3 homes.
La renda mediana per habitatge era de 19.016 $ i la renda mediana per família de 35.391 $. Els homes tenien una renda mediana de 29.132 $ mentre que les dones 20.718 $. La renda per capita de la població era de 12.585 $. Entorn del 20,5% de les famílies i el 42,6% de la població estaven per davall del llindar de pobresa.

## Poblacions més properes
El següent diagrama mostra les poblacions més properes.